# پیرانجلو بلی
پیرانجلو بلی (انگلیسی: Pierangelo Belli؛ زادهٔ ۲۹ ژوئیهٔ ۱۹۴۴) بازیکن فوتبال اهل ایتالیا است.
از باشگاه‌هایی که در آن بازی کرده‌است می‌توان به باشگاه فوتبال هلاس ورونا و باشگاه فوتبال آ.ث. میلان اشاره کرد.